# Estación de Villanueva de la Reina
Villanueva de la Reina es una estación ferroviaria situada en el municipio español de Villanueva de la Reina, en la provincia de Jaén. En la actualidad la estación se encuentra cerrada al público y no dispone de servicios de pasajeros.

## Situación ferroviaria
La estación se encuentra en el punto kilométrico 350,0 de la línea férrea de ancho ibérico Alcázar de San Juan-Cádiz.

## Historia
La estación fue abierta al tráfico el 15 de septiembre de 1866 con la puesta en marcha del tramo Vilches-Córdoba de la línea de ferrocarril que pretendía unir Manzanares con Córdoba. La obtención de la concesión de dicha línea por parte de la compañía MZA fue de gran importancia para ella, dado que permitía su expansión hacia el sur tras lograr enlazar con Madrid los otros dos destinos que hacían honor a su nombre (Zaragoza y Alicante). En 1941, tras la nacionalización de los ferrocarriles de ancho ibérico, las instalaciones pasaron a formar parte de la recién creada RENFE.
Desde enero de 2005 Renfe Operadora explota la línea mientras que Adif es la titular de las instalaciones ferroviarias.